# Liste der Kulturdenkmäler in Offenbach-Nordend
Die folgende Liste enthält die in der Denkmaltopographie ausgewiesenen Kulturdenkmäler auf dem Gebiet des Stadtteils Nordend der kreisfreien Stadt Offenbach am Main, Hessen.
Hinweis: Die Reihenfolge der Denkmäler in dieser Liste orientiert sich an der Anschrift, alternativ ist sie auch nach der Bezeichnung, der vom Landesamt für Denkmalpflege vergebenen Nummer oder der Bauzeit sortierbar.
Kulturdenkmäler werden fortlaufend im Denkmalverzeichnis des Landes Hessen durch das Landesamt für Denkmalpflege Hessen auf Basis des Hessischen Denkmalschutzgesetzes (HDSchG) geführt. Die Schutzwürdigkeit eines Kulturdenkmals hängt nicht von der Eintragung in das Denkmalverzeichnis des Landes Hessen oder der Veröffentlichung in der Denkmaltopographie ab.

| Bild                                                                                        | Bezeichnung                                    | Lage                                                         | Beschreibung | Bauzeit                     | Objekt-Nr. |
| ------------------------------------------------------------------------------------------- | ---------------------------------------------- | ------------------------------------------------------------ | --- | --------------------------- | ---------- |
| weitere Bilder                                                                              | Gesamtanlage XIX                               | Andréstraße – Ludwigstraße Lage                              | Die Andréstraße wurde um 1900 im Zusammenhang mit der Errichtung der Versorgungswerke und der Umgestaltung des Mainparks in einen Hafen ausgebaut. Ebenfalls in das erste Jahrzehnt des 20. Jahrhunderts datieren die Bauten an der Ludwigstraße. Die Gesamtanlage ist Kulturdenkmal aus geschichtlichen Gründen. | 1895 bis 1905               | 78373 DDB  |
| weitere Bilder                                                                              | Ehemaliger Wasserturm und Transformatorenhalle | Andréstraße 71 LageFlur: 4, Flurstück: 346/14                | Der Turm wurde 1905–1906 als Teil des Gaswerks erbaut. Die aufwändige Gestaltung der Industriegebäude ist noch der Architektur der späten Gründerzeit verpflichtet. | 1905–1906                   | 78103 DDB  |
| weitere Bilder                                                                              | Lemmésche Häuser                               | Berliner Straße 139/141 LageFlur: 3, Flurstück: 393, 394     | Zum Zeitpunkt der Errichtung moderne Fassaden im neugotischen Stil. Es war die erste großstädtische Bebauung in Offenbach und repräsentativ am 1847 errichteten Lokalbahnhof gelegen. | 1858                        | 78111 DDB  |
| weitere Bilder                                                                              | Berliner Straße 215                            | Berliner Straße 215 LageFlur: 6, Flurstück: 189/1            | Typischer dreigeschossiger neoklassizistischer Industriebau. | etwa zwischen 1910 und 1920 | 78112 DDB  |
| Ehemalige Portefeuille-Fabrik Rosenthal                                                     | Fabrikgebäude Firma Rosenthal                  | Berliner Straße 223 LageFlur: 6, Flurstück: 186/1            | Ehemaliges Fabrikgebäude der Firma Rosenthal. Wichtiges Element der klar strukturierten Fassade sind die unterteilten Fenster mit Sprossen. | 1911/13                     | 78113 DDB  |
| Berliner Straße 239Berliner Straße 241                                                      | Berliner Straße 239 Berliner Straße 241        | Berliner Straße 239/241 LageFlur: 6, Flurstück: 203, 204     | Mit seinen Jugendstilfassaden ein für Offenbach ungewöhnliches Doppelwohnhaus. | 1903                        | 95188 DDB  |
| Bild gesucht BW                                                                             | Gesamtanlage XVII                              | Bernardstraße – Lilistraße Lage                              | Mehrheitlich wurden die Wohn- und Geschäftshäuser in diesem Bereich in den Jahren um 1900 errichtet. | 1895 bis 1905               | 78371 DDB  |
| Lederwarenfabrik Gebrüder Langhardt                                                         | Lederwarenfabrik Gebrüder Langhardt            | Bernardstraße 14 LageFlur: 3, Flurstück: 456/1               | Ehemaliges Fabrikgebäude der Lederwarenfabrik Gebrüder Langhardt, erbaut 1923 durch den Architekten Heinz Collin. Gut erhaltener Industriebau in der einst von zahlreichen Ledermanufakturen geprägten Stadt. | 1923                        | 78114 DDB  |
| Bernardstraße 15 (Vordergrund) – 17 (Hintergrund)                                           | Bernardstraße 15                               | Bernardstraße 15 LageFlur: 1, Flurstück: 467                 | Dreigeschossiges Gebäude mit harmonisch gestalteter, spätklassizistischer Fassade. | 1885                        | 78115 DDB  |
| Bernardstraße 15 (Vordergrund) – 17 (Hintergrund)                                           | Bernardstraße 17                               | Bernardstraße 17 LageFlur: 1, Flurstück: 468/5               | Wohnhaus mit ähnlicher spätklassizistischer Fassadengestaltung wie der benachbarte Bau Bernardstraße 15. Hier jedoch zurückhaltender ausgeführt. | 1887                        | 78116 DDB  |
| weitere Bilder                                                                              | Goetheschule                                   | Bernardstraße 70 LageFlur: 6, Flurstück: 187/4               | Monumentaler viergeschossiger Bau, charakterisiert durch seine beiden Treppenhausrisalite an der Frontseite und der bekrönenden Turmhauben im großen schiefergedeckten Walmdach. | 1915–1921                   | 78378 DDB  |
| Gesamtanlage XVIII                                                                          | Gesamtanlage XVIII                             | Bettinastraße Lage                                           | Viergeschossige Blockrandbebauung mit Wohnhäusern im neoklassizistischen und neobarocken Stil. Zudem Gebäude in der für Offenbach typischen Stilmischung aus Historismus und Jugendstil. | etwa 1899–1909              | 78372 DDB  |
| Bettinastraße 1                                                                             | Bettinastraße 1                                | Bettinastraße 1 LageFlur: 4, Flurstück: 63/1                 | Exponiert am Main an der Ecke Kaiserstraße gelegenes Wohnhaus in spätklassizistischer Formensprache. | 1876                        | 78117 DDB  |
| Bettinastraße 15                                                                            | Bettinastraße 15                               | Bettinastraße 15 LageFlur: 4, Flurstück: 104/1               | Zweigeschossiges, verputztes Wohnhaus mit Villencharakter. | 1893                        | 78118 DDB  |
| Bettinastraße 23Bettinastraße 25                                                            | Bettinastraße 23 Bettinastraße 25              | Bettinastraße 23/25 LageFlur: 4, Flurstück: 109, 112/1       | Die beiden identischen dem spätklassizistischen Stil verpflichteten Wohnhäuser gehörten zur rückseitig anschließenden Celluloid-Fingerhut- & Nadel-Fabrik Johannes Beck. | 1875                        | 78119 DDB  |
| Bettinastraße 71                                                                            | Bettinastraße 71                               | Bettinastraße 71 LageFlur: 4, Flurstück: 273/1               | Viergeschossiges, verputztes Mietshaus mit Gewänden und Architekturgliederung in Werkstein zum Teil in historistischen Formen, zum Teil in den floralen Mustern des Jugendstils. | 1906                        | 78120 DDB  |
| Bettinastraße 105Bettinastraße 107                                                          | Bettinastraße 105 Bettinastraße 107            | Bettinastraße 105/107 LageFlur: 4, Flurstück: 346/10, 11     | Als Beamtendoppelwohnhaus für das städtische Gas- und Wasserwerk erbaut. | 1921                        | 78379 DDB  |
| Domstraße 53                                                                                | Domstraße 53                                   | Domstraße 53 LageFlur: 3, Flurstück: 409/1                   | Dreigeschossiges, fünfachsiges Wohnhaus mit Satteldach und Gauben. Es ist verputzt, Gewände und Gesimse in Werkstein mit einfachen, klassizistischen Formen. Mittig ein Balkon auf Konsolen mit reich verziertem gusseisernem Gitter. | 1858                        | 78162 DDB  |
| Domstraße 71                                                                                | Domstraße 71                                   | Domstraße 71 LageFlur: 3, Flurstück: 419/1                   | Schön gestaltetes, klassizistisches Wohnhaus. Es ist viergeschossig, verputzt und mit aufwändig gearbeiteten Fenstergewänden und Verzierungen in Blattwerk versehen. Da das Gebiet 1943/44 stark zerstört wurde, zudem von hohem Seltenheitswert. | 1865                        | 78163 DDB  |
| weitere Bilder                                                                              | Ehemalige Synagoge, Theater                    | Goethestraße 5 Kaiserstraße 106 LageFlur: 4, Flurstück: 72/1 | Synagoge im Stil des Neoklassizismus mit fast 30 Meter hoher Kuppel in Eisenbeton. Die Fassaden sind mit Muschelkalksteinen verkleidet, die Dächer ziegelgedeckt. Seit der Schändung in der Pogromnacht November 1938 fast durchgängig zu Unterhaltungszwecken genutzt. | 1913–1916                   | 78202 DDB  |
| Goethestraße 6                                                                              | Goethestraße 6                                 | Goethestraße 6 LageFlur: 3, Flurstück: 536/2                 | Dreigeschossiges Wohnhaus in Klinkerfassade mit Architekturgliederung in Sandstein in historistischen Formen. Mittelrisalit mit dreieckgiebelbekröntem Fenstergewände im ersten Obergeschoss, stark hervortretendes Kranzgesims. | 1891                        | 78203 DDB  |
| Goethestraße 8                                                                              | Goethestraße 8                                 | Goethestraße 8 LageFlur: 3, Flurstück: 534/6                 | Der dreigeschossige, verputzte Bau ist an der Fassade mit reicher Gliederung in spätklassizistischen Formen versehen. | vor 1875                    | 78204 DDB  |
| weitere Bilder                                                                              | Ehemaliges Vereinshaus                         | Goethestraße 15 LageFlur: 4, Flurstück: 74/4                 | Das zweigeschossige Vereinshaus ist im Erdgeschoss mit Sandsteinplatten verkleidet, im Obergeschoss Backsteinfassade und mit aufwändig gestalteten, historistischen Architekturelementen versehen. Besonders augenfällig der Säulenportikus mit reicher Verzierung in Löwenköpfen und Giebeldreieck mit Kartusche und Krone. | 1886/1887                   | 78205 DDB  |
| weitere Bilder                                                                              | Goethestraße 20                                | Goethestraße 20 LageFlur: 3, Flurstück: 531/1                | Zweigeschossige Villa mit Erweiterungsbau. | 1895                        | 78206 DDB  |
| Goethestraße 22                                                                             | Goethestraße 22                                | Goethestraße 22 LageFlur: 3, Flurstück: 530/2                | Kubische, zweigeschossige Villa. Fassade im Erdgeschoss plattenverkleidet, ansonsten Eckquaderung und Verputz. | 1890                        | 78207 DDB  |
| Goethestraße 23                                                                             | Goethestraße 23                                | Goethestraße 23 LageFlur: 4, Flurstück: 79                   | Dreigeschossiges Wohnhaus, errichtet als Backsteinbau mit Gliederungselementen in Sandstein. | 1893                        | 78208 DDB  |
| Goethestraße 24                                                                             | Goethestraße 24                                | Goethestraße 24 LageFlur: 3, Flurstück: 528                  | Viergeschossiges Mietshaus. Nach Kriegszerstörung vereinfachter Wiederaufbau des vierten Geschosses. In den Obergeschossen Fenstergewände in historistischen Formen, teilweise mit reich verzierten Verdachungen und Relieffeldern. | 1893                        | 78209 DDB  |
| Goethestraße 59                                                                             | Goethestraße 59                                | Goethestraße 59 LageFlur: 4, Flurstück: 249                  | Viergeschossiges Eckwohn- und Geschäftshaus mit Dekorationselementen des Jugendstils. Fenstergewände und Gesimse mit zurückhaltenden Jugendstilverzierungen, zum Beispiel Wellen oder florale Elemente. | 1906                        | 78210 DDB  |
| Schillerschule                                                                              | Schillerschule                                 | Goethestraße 109 LageFlur: 4, Flurstück: 309/3               | Stattlicher viergeschossiger Bau im Neorenaissancestil. Im Inneren Teile der originalen Ausstattung wie beispielsweise Gewände mit Relieffeldern oder Treppenanlage erhalten. Das Gebäude wird heute durch moderne Schulbauten ergänzt. | 1908–1910                   | 78211 DDB  |
| Kaiserstraße 84                                                                             | Kaiserstraße 84                                | Kaiserstraße 84 LageFlur: 3, Flurstück: 287                  | Viergeschossiges Wohnhaus mit sorgfältig gearbeiteter Hausteinfassade im Erdgeschoss mit seitlichem Eingang. | 1903                        | 78238 DDB  |
| Kaiserstraße 86                                                                             | Kaiserstraße 86                                | Kaiserstraße 86 LageFlur: 3, Flurstück: 286                  | Siebenachsiges Gebäude mit Satteldach und Dachgauben, zunächst dreigeschossig erbaut. 1949 um ein Geschoss erhöht. | 1910                        | 78239 DDB  |
| Kaiserstraße 88                                                                             | Kaiserstraße 88                                | Kaiserstraße 88 LageFlur: 3, Flurstück: 285/3                | Viergeschossiges Wohnhaus. Einzige Dekoration der Fassade sind die kleinen quadratischen Werksteine am Erker und im Brüstungsbereich. Hohes Mansarddach mit seitlichem Zwerchhaus und Frontgiebel, zur Bernardstraße ebenfalls ein Giebel. | 1912                        | 78240 DDB  |
| Kaiserstraße 100                                                                            | Kaiserstraße 100                               | Kaiserstraße 100 LageFlur: 3, Flurstück: 280                 | Verputzte Fassade mit Werksteinelementen in neobarocken Formen. | 1885 bis 1895               | 78243 DDB  |
| weitere Bilder                                                                              | Kaiserstraße 102                               | Kaiserstraße 102 LageFlur: 3, Flurstück: 279                 | Neoklassizistisches Wohngebäude. Charakteristisch ist die gut gestaltete, vierachsige Putzfassade an der zur Kaiserstraße zugewandten Seite mit Fenstergewänden in Werkstein sowie die Betonung der Ecken durch leicht vorspringende Risalite. Der Denkmalbeirat der Stadt Offenbach zeichnete die Eigentümer als Anerkennung der Leistung der Renovierung mit dem Offenbacher Denkmalschutzpreis 2018 aus.                                               | 1860 bis 1870               | 78244 DDB  |
| Straßenpflaster                                                                             | Straßenpflaster                                | Kaiserstraße o. Nr. LageFlur: 4, Flurstück: 401/1,618        | Dunkle Basaltsteine und helle Kalksteine bilden geometrische Muster und Streifen. Die Pflasterung ist von stadtgeschichtlicher Bedeutung und hat heute hohen Seltenheitswert. | 1872                        | 78405 DDB  |
| weitere Bilder                                                                              | Krimmerstraße 15                               | Krimmerstraße 15 LageFlur: 3, Flurstück: 285/2               | Viergeschossiges Eckhaus, gemeinsam mit Haus Kaiserstraße 88 projektiert. Das Erdgeschoss mit Ladeneinbau ist mit rustizierten Platten verkleidet. Die Obergeschosse verputzt mit Architekturelementen in Werkstein. An der Krimmerstraße befindet sich ein halbrunder zweigeschossiger Erker mit darüber liegendem Balkon, an der Bernardstraße Balkone. Der voluminöse Bau wirkt in seiner Schlichtheit und mit seiner strengen Gliederung sehr modern. | 1913                        | 78261 DDB  |
| Lilistraße 17                                                                               | Lilistraße 17                                  | Lilistraße 17 LageFlur: 6, Flurstück: 179                    | Viergeschossiges Eckhaus. Blickpunkt an der Ecke der viergeschossige Erker mit abschließendem Turmhelm. Seitlich davon zwei Zwerchhäuser mit geschweiften Giebeln. Die Fenstergewände, Brüstungsfelder und Gesimsstücke sind zurückhaltend ornamentiert im Dekor des geometrischen Jugendstils. | 1907                        | 78352 DDB  |
| Lilistraße 56                                                                               | Lilistraße 56                                  | Lilistraße 56 LageFlur: 4, Flurstück: 294                    | Viergeschossiges Mietshaus, Mittig leicht vorspringender Risalit mit großem Zwerchhaus. Dezente Dekorationselemente in Jugendstilformen. Aufgrund der großen Kriegszerstörungen ist das Gebäude eines der letzten Beispiele der einstigen Blockrandbebauung in diesem Viertel. | 1909                        | 78263 DDB  |
| Ludwigstraße 110                                                                            | Ludwigstraße 110                               | Ludwigstraße 110 LageFlur: 6, Flurstück: 188/2               | Viergeschossiges Wohnhaus. Schlichte Fassade mit Mittelrisalit, darüber Zwerchhaus mit leicht geschweiftem Giebel und seitlichen Schleppgauben. Sparsame Ornamentik mit Jugendstilanklängen. | 1912                        | 78278 DDB  |
| weitere Bilder                                                                              | Ludwigstraße 112                               | Ludwigstraße 112 LageFlur: 6, Flurstück: 188/1               | Zunächst als Lederwarenfabrik errichtet, erfolgte bereits 1934 Umnutzung in Wohnhaus; seit den 1950er Jahren ist im Erdgeschoss eine Apotheke eingerichtet. Die schlichte Putzfassade mit Sandsteingewänden ist an der Ludwigstraße fünfachsig, am Goetheplatz dreiachsig ausgebildet. Das wuchtige, fünfgeschossige Gebäude dominiert gemeinsam mit dem benachbarten Schulbau den Goetheplatz.                                                           | 1909                        | 78279 DDB  |
| Ev. Johanneskirche                                                                          | Ev. Johanneskirche                             | Ludwigstraße 131 LageFlur: 3, Flurstück: 498/2               | Kirchenbau von Rainer Schell in klarer, kubischer Großform, die an romanische Vorbilder erinnert. Über quadratischem Grundriss errichtet, steht der Flachbau hart am Straßenrand. Nur durch eine Wandscheibe angebunden erhebt sich ein im Grundriss quadratischer Campanile, mit 42 Metern der höchste Kirchturm Offenbachs, der im oberen Drittel regelmäßig gesetzte, kleine quadratische Schallöffnungen aufweist.                                    | 1963                        | 129814 DDB |
| Ludwigstraße 134 (im Hintergrund; Das Haus im Vordergrund ist Goetehstraße 59 (siehe dort)) | Ludwigstraße 134                               | Ludwigstraße 134 LageFlur: 4, Flurstück: 248                 | Viergeschossiges Wohnhaus mit Gliederung der Obergeschosse durch Lisenen, die unterhalb des Daches durch einen Wellenfries zusammengefasst werden. Wellenornamente und andere schlichte Dekore an den Fenstergewänden. Im Dachbereich Schleppgaube und zwei original erhaltene Gauben mit geschwungenem Giebel. | 1906                        | 78280 DDB  |
| weitere Bilder                                                                              | Ehemalige Heyne-Fabrik                         | Ludwigstraße 178/180 B–C LageFlur: 4, Flurstück: 31/4        | Verwaltungsgebäude der 1869 gegründeten Gebrüder Heyne GmbH. Architekt des dreigeschossigen Eckhauses war Hugo Eberhardt. Die übrigen Fabrikationsgebäude entlang Ludwig-, André-, Lilistraße und Nordring sind als Gesamtanlage geschützt. | 1913–1914                   | 78281 DDB  |
| Pirazzistraße 18                                                                            | Pirazzistraße 18                               | Pirazzistraße 18 LageFlur: 6, Flurstück: 113/8               | Langgestreckter dreigeschossiger Fabrikbau. Unter den Offenbacher Fabrikbauten baukünstlerisch wertvolles und gut erhaltenes Beispiel. Zudem von städtebaulicher Bedeutung. | 1900 bis 1910               | 78411 DDB  |
| Bild gesucht BW                                                                             | Gesamtanlage XX                                | Taunusstraße Lage                                            | Ältester Teil der Gesamtanlage ist die seit 1758 bestehende Domstraße. Im Bereich der Einmündung zur Taunusstraße hat sich eine kleine Gruppe klassizistischer Wohnhäuser erhalten. Vom Ende des 19. Jahrhunderts datieren die historistisch geprägten Wohn- und Geschäftshäuser der Taunusstraße. |                             | 78374 DDB  |
| weitere Bilder                                                                              | Taunusstraße 4                                 | Taunusstraße 4 LageFlur: 3, Flurstück: 444/2                 | Als Kontor- und Lagergebäude der Lederwarenfabrik Carl Maier erbaut. Dreigeschossiges, siebenachsiges Gebäude von geringer Tiefe mit Mansarddach und breitem Zwerchhaus mit Dreieckgiebel über den mittleren drei Achsen. | 1913                        | 78327 DDB  |
| weitere Bilder                                                                              | Taunusstraße 14                                | Taunusstraße 14 LageFlur: 3, Flurstück: 442                  | Zweigeschossiges Eckhaus mit Drempelgeschoss: Kubischer, verputzter Bau mit Sandsteingewänden und -gesimsen. Im ersten Obergeschoss reich verzierte, klassizistische Fenstergewände mit weit vorkragenden Verdachungen. | 1865                        | 78328 DDB  |
| Taunusstraße 18                                                                             | Taunusstraße 18                                | Taunusstraße 18 LageFlur: 3, Flurstück: 522/4                | Zum guten Gesamteindruck des Hauses tragen maßgeblich die original erhaltenen bzw. rekonstruierten Fenster bei. | 1898                        | 78329 DDB  |
| Taunusstraße 27                                                                             | Taunusstraße 27                                | Taunusstraße 27 LageFlur: 3, Flurstück: 526/1                | Viergeschossiger Putzbau mit Sandsteinelementen und hohem Mansarddach. | 1912                        | 78330 DDB  |
| Taunusstraße 35                                                                             | Taunusstraße 35                                | Taunusstraße 35 LageFlur: 4, Flurstück: 81                   | Gut erhaltener, verputzter Bau mit Architekturgliederung in Sandstein, das Erdgeschoss insgesamt in Sandstein verblendet. Schöner Eck-Erker über drei Stockwerke auf Konsolen mit graziler Turmhaube. | 1893                        | 78331 DDB  |